# Torishima (Okinawa)
Torishima (japanisch 鳥島), auch Kume-Torishima (久米鳥島), ist eine Insel der Ryūkyū-Inselkette.

## Geografie
Torishima liegt 23 km nordöstlich von Kume-jima und 37 km westlich von Aguni-jima, am nordöstlichen Ende eines Korallenriffs. Die Insel ist 4 ha groß und ragt bis 19 m über den Meeresspiegel.
Administrativ gehört die Insel zur Gemeinde Kumejima, untersteht aber tatsächlich dem in der Kadena Air Base stationierten 18th Wing der US Air Force.

## Geschichte
Nachdem die Insel 1945 von den USA besetzt wurde, wird sie und die Umgebung von 41 ha seit dem 17. Oktober 1951 als Schießtestgelände Tori Shima Range (鳥島射爆撃場, Torishima shabakugekiba) genutzt. Dabei wurden zwischen Dezember 1995 und Januar 1996 auch 1520 Stück an Uranmunition abgefeuert, von denen 192 Projektile wieder geborgen wurden; die japanische Regierung wurde ein Jahr später darüber informiert. Dies führte dazu, dass die Vereinigten Staaten ihre komplette derartige Munition aus dem Staatsgebiet Japans entfernten.
2011 gab das japanische Verteidigungsministerium bekannt, dass es erwäge, das Testgelände auf die 200 km entfernte Insel Iōtorishima zu verlagern.